# Zhao Fan (Dinastia Han)
|  | Per altres persones anomenades igual, vegeu Zhao Fan. |

En aquest nom xinès, el cognom és Zhao.
Zhao Fan va ser un senyor de la guerra menor i el prefecte de la Comandància de Guiyang durant el període de la tardana Dinastia Han Oriental de la història xinesa.
Zhao Fan es va rendir a Zhao Yun després de ser atacat pel seu exèrcit a Guiyang, posteriorment a la batalla dels Penya-segats Rojos. Zhao Fan llavors sense voler va desencadenar la ira de Zhao Yun, suggerint el seu matrimoni amb la vídua del seu germà gran; Zhao Yun desconfiava d'ell i va rebutjar dit matrimoni. Ell més tard durant el període dels Tres Regnes es convertiria en ministre de Cao Wei.